# Geyuan si
Geyuan si (Klasztor Dziedzińca Ge, chiń. upr. 阁院寺; chiń. trad. 閣院寺; pinyin Géyùansì) – chiński klasztor buddyjski pochodzący z X wieku.

## Historia klasztoru
O historii klasztoru zachowało się stosunkowo mało informacji. Prawie wszystko, co wiadomo o klasztorze, pochodzi z tekstu na steli klasztornej oraz z historycznych zapisków z roku 1875 Laiyuanxian zhi. 
Klasztor został wybudowany podczas panowania dynastii Han (206 p.n.e.–220 n.e.), czyli należał do najstarszych klasztorów Chin. Po jego zniszczeniu, został odbudowany w okresie dynastii Tang (618-907) i dynastii Liao (907-1125). Odbudowę klasztoru sfinansował Li Yuanchao, który pomógł także w ustabilizowaniu się dynastii Tang. Odbudowa klasztoru w okresie Liao jest potwierdzona w tekście na steli z 1568 roku.
Wiadomo także, iż klasztor był reperowany w latach 1324-1327 w czasach dynastii Ming, następnie w roku 1507 i w okresie panowania Jiajinga (1522–1567).
Chociaż wiele dawnych klasztorów i świątyń było badanych przez takich historyków i architektów jak Liang Sicheng w latach 30. XX wieku, to wiek i znaczenie historyczne i architektoniczne klasztoru Geyuan nie zostały rozpoznane. Stało się to dopiero w latach 60. XX wieku, kiedy studia naukowe ujawniły wiek budynku Wenshu, datując go na 966 rok. Czyni go to najstarszym drewnianym budynkiem w Chinach. Brak właściwego rozpoznania wagi klasztoru dla historii architektury Chin przypisuje się prawie całkowitej izolacji regionu Laiyuan w górach w zachodniej części prowincji Hebei.

## Obiekty architektoniczne i inne
Klasztor obecnie składa się z trzech głównych budynków: budynku Wenshu, wielokondygnacyjnego pawilonu, który używany jest jako biblioteka oraz budynku Tianwang (Czterech Niebiańskich Królów). Od innych klasztorów buddyjskich różni się także tym, że jego główna oś biegnie z zachodu na wschód, a nie z południa na północ. Budynki są więc skierowane w stronę zachodnią. 
- Budynek Wenshu

Budynek Wenshu (chiń. 文殊殿; pinyin Wénshūdiàn; "Budynek Mańdziuśriego") pochodzi z roku 966 i jest uważany za najstarszy budynek powstały w okresie Liao. Zbudowany jest na planie kwadratu i jego długość to trzy standardowe miary chińskie, zwane "pokojami" lub "zatokami". Jego wymiary to 15 na 15.67 metra. Budynek stoi na stosunkowo dużej platformie. 
Budynek ten zasadniczo nie ma stropu tylko belki, które obejmują sześć krokwi, oraz dwie dodatkowe wewnętrzne kolumny wspierające. Tak jak we wszystkich innych budynkach z X wieku, tak i w tym, wszystkie belki są całkowicie proste. 
Budynek od frontu ma troje drzwi (gdyż jest długi na trzy "zatoki"), które zachowały oryginalne X-wieczne kratownice okienne.

## Adres klasztoru
- Geyuansi, Guangchang Street West, Laiyuan County 074300, China

## Galeria

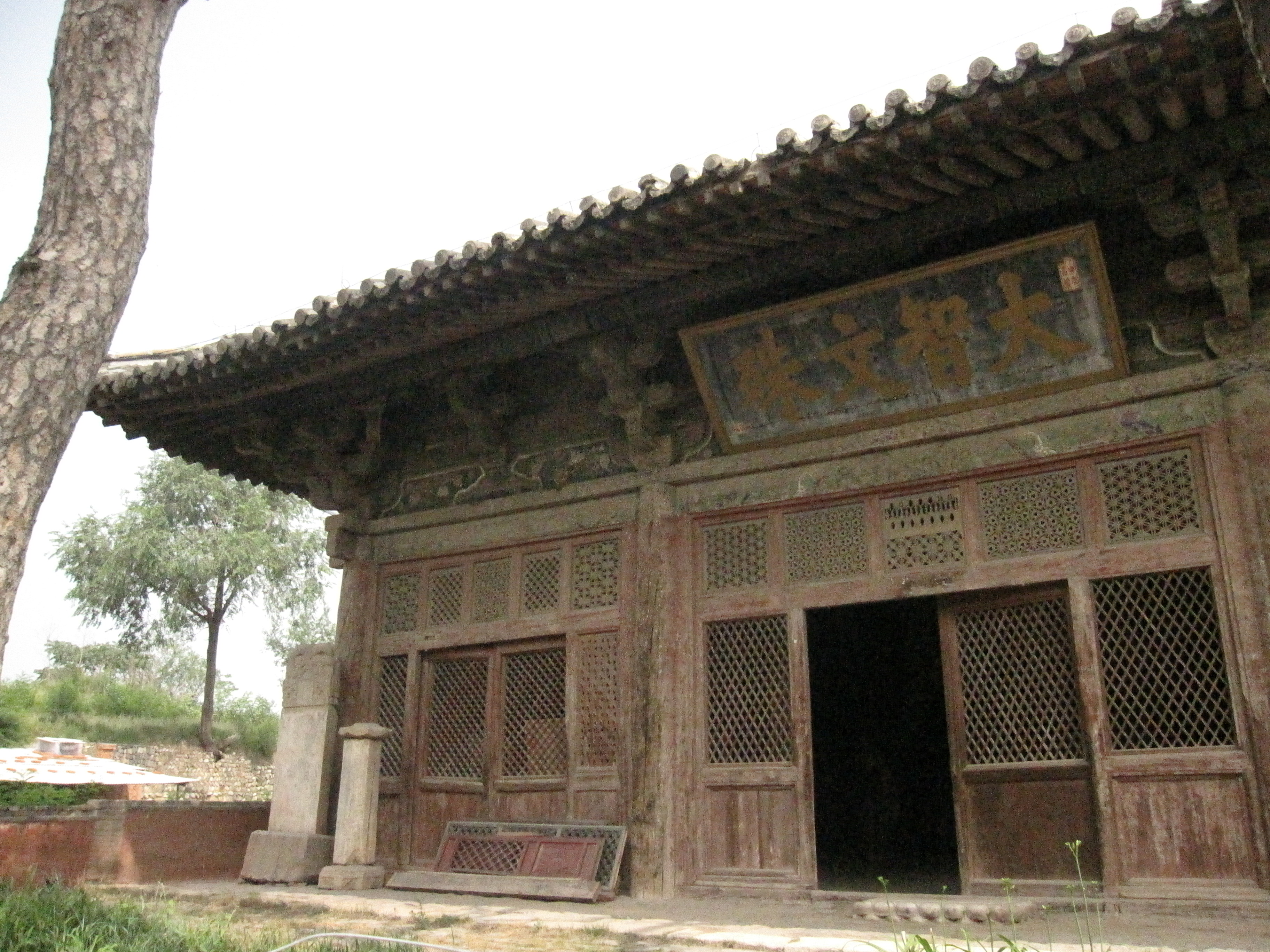
Budynek Wenshu